# マエストロ (漫画)
『マエストロ』は、さそうあきら作の漫画。双葉社の『漫画アクション』にて2003年に連載開始されたが、同誌が一時休刊したことによりいったん中断された後、Webコミック『双葉社Webマガジン』にて再開した後、『Web漫画アクション』への移籍を経て、2007年12月に完結した。
スポンサーの倒産によって解散を余儀なくされた名門オーケストラの元団員が謎の指揮者によって集められ、演奏会を開く経緯を通じて各団員の音楽にまつわるエピソードを描く物語である。
第12回文化庁メディア芸術祭マンガ部門にて優秀賞を受賞し、第13回手塚治虫文化賞にもノミネートされた。

## 主な登場人物
香坂真一（こうさか しんいち）
解散した中央交響楽団の元コンサートマスター。ヴァイオリン奏者の父とピアノ奏者の母、チェロ奏者の妹を持つ。現在は独身、一人暮らし。コントラバス首席奏者の今泉とは仲が良い。時々愛車のミニで横浜の実家に顔を出す。
天道徹三郎（てんどう てつさぶろう）
中央交響楽団の元団員と自分の連れてきた奏者で再結成コンサートを企画する無名の指揮者。貿易商の父を持ち、ドイツで生まれ現地の音楽学校を出ている。若い頃香坂夫婦と仲が良かった。音楽に関する知識、経験、センスは深い。妻で元ピアノ奏者ハルの入院費のため多額の借金を抱えアルバイトで生計を立てている。詐欺事件を起こしている。
橘あまね（たちばな あまね）
天道が連れてきたフルート奏者で一番奏者を務める。ミュンヘン音大を出ている。定食屋で天道にスカウトされ、天道が紹介したボートに住んでいる。幼い頃神戸に住んでおり、阪神大震災で両親を失う。
榊涼子（さかき りょうこ）
チェロ首席奏者で香坂の元恋人。ピアノ奏者の夫と離婚経験を持つ。今でも香坂とは親友以上の距離を保っている。
宮井渚（みやい なぎさ）
ヴァイオリン奏者で1stヴァイオリン担当。香坂を慕い、よく頼りにする。チェロとヴィオラを趣味にする両親を持つ。今泉に言い寄られている。
祖師谷健（そしや けん）
天道が連れてきたトランペット奏者でまだ高校生だが海外コンクールでの優勝経験がある。父はトランペット奏者の祖師谷真。ジャズクラブで演奏することもある。

### その他
練習場の舞台は大田区大森南、橘あまねの生活する河川は新呑川、舟があるのは呑川新橋付近と推測される。第1話に登場するキネマ通り商店街は蒲田に実在する。

## 単行本

### 旧版
- さそうあきら『マエストロ』双葉社〈アクションコミックス〉全3巻
  1. 2004年8月17日発行、ISBN 978-4-575-82983-9
  2. 2007年2月27日発行、ISBN 978-4-575-83323-2
  3. 2008年4月28日発行、ISBN 978-4-575-83469-7

### 新装版
- さそうあきら『新装版 マエストロ』双葉社〈アクションコミックス〉全3巻
  1. 2014年5月20日発売、ISBN 978-4-575-84410-8
  2. 2014年6月19日発売、ISBN 978-4-575-84433-7
  3. 2014年7月19日発売、ISBN 978-4-575-84455-9

## 映画
『マエストロ!』のタイトルで松坂桃李主演で映画化。2015年1月31日公開。監督は小林聖太郎。
指揮指導と指揮演技監修には指揮者の佐渡裕が参加し、エンディングテーマはピアニストの辻井伸行が書き下ろした楽曲『マエストロ!』が採用された。

### キャスト
- 香坂真一 - 松坂桃李
- 天道徹三郎 - 西田敏行（青年時代：木下半太）
- 橘あまね - miwa[6]
- 榊涼子 - 河井青葉
- 村上伊佐夫 - 大石吾朗：第1ヴァイオリン
- 谷ゆきえ - 濱田マリ：第2ヴァイオリン
- 阿久津健太郎 - 古舘寛治：ヴィオラ
- 今泉徹 - 池田鉄洋：コントラバス
- 鈴木稔 - モロ師岡：フルート
- 一丁田薫 - 斎藤暁：ホルン
- 島岡脩三 - 嶋田久作：ホルン
- 可部直人 - 村杉蝉之介：クラリネット
- 伊丹秀佳 - 小林且弥：オーボエ
- 丹下浩 - 中村倫也：ティンパニ
- 相馬宏明 - 松重豊：オペラハウスのマネージャー
- 香坂一彦 - 淵上泰史：真一の亡父
- 天道ハル - 宮下順子（青年時代：中村ゆり）：徹三郎の女房
- 石野 - 鹿野真央
- 丸尾 - 梅舟惟永
- 浅田 - 池田大
- 水上 - 南拓哉
- 米田 - テント
- 新井 - 長原成樹
- 綾田俊樹
- 館長 - 石井正則
- 金さん - でんでん：整備士

### スタッフ
- 監督：小林聖太郎
- 脚本：奥寺佐渡子
- 原作：さそうあきら『マエストロ』（双葉社刊）
- 音楽：上野耕路
- 撮影：清久素延
- 照明：横道将昭
- 録音：柿澤潔
- 美術：小澤秀高
- 装飾：大庭信正
- 編集：宮島竜治
- 指揮指導：佐渡裕
- オーケストラ：ベルリン・ドイツ交響楽団 (Deutsches Symphonie-Orchester Berlin)
- 助監督：久万真路
- スクリプター：近藤真智子
- 製作担当：早川徹
- ラインプロデューサーー：原田文宏
- プロデューサー：井出陽子、田中美幸
- 音楽プロデューサー：安井輝、篠崎恵子
- 制作：アスミック・エース、C&Iエンタテインメント
- 配給：松竹、アスミック・エース
- 製作：『マエストロ!』製作委員会（アスミック・エース、WOWOW、松竹、ティー ワイ リミテッド、電通、パルコ、C&Iエンタテインメント、東海テレビ放送、巖本金属、双葉社、読売新聞社）

### エンディングテーマ
辻井伸行 『マエストロ!』（エイベックス・クラシックス）

### 製作
『のぼうの城』（2012年）で共同プロデューサーを務めた井手陽子と田中美幸が、本作を企画。監督の小林聖太郎、脚本の奥寺佐渡子にオファーを出した後、音楽映画であることから『のぼうの城』で音楽を担当した上野耕路も企画段階から参加した。香坂真一役には、ミュージシャンの熱さと品の良さを感じさせるとして松坂桃李、天道徹三郎役にはユーモアセンスがあり、歌手としても活動している西田敏行、橘あまね役は天真爛漫、音楽を体現できる存在として映画初出演となるmiwaに決定し、その他のオーケストラメンバーも音楽経験がある役者が多くキャスティングされた。
キャストは2013年より楽器の練習を開始し、合同練習を経て2014年3月9日にクランクイン。コンサートシーンの撮影は同年4月14日より横須賀芸術劇場で5日間行われた後、4月20日にすべての撮影をクランクアップした。

### 封切り
全国261スクリーンで公開され、2015年1月31日、2月1日の初日2日間で興収1億1,853万6,400円、動員10万2,828人になり、映画観客動員ランキング（興行通信社調べ）で初登場第6位となった。

### 関連商品
- 文庫小説
  - 原作：さそうあきら/脚本：奥寺佐渡子/ノベライズ：蒔田陽平『小説 マエストロ!』双葉社〈双葉文庫〉2014年12月11日発売、ISBN 978-4-575-51746-0
- Blu-ray / DVD
  - 『マエストロ！』Blu-ray&DVDセット 豪華版（初回限定生産版）(SHBR-0325) - 松竹 / アスミック・エース
  - 『マエストロ！』Blu-ray (SHBR-0236) - 松竹 / アスミック・エース
  - 『マエストロ！』DVD (DB-0834) - 松竹 / アスミック・エース